# Ендрю Мейкл
Ендрю Мейкл (Мейкль, англ. Andrew Meikle, шотл. Andrew Meikle, 5 травня 1719, Шотландія — 27 листопада 1811, Х'юстон-Мілл, Східний Лотіан, Шотландія)  — шотландський слюсар з ремонту млинів, винахідник механічної молотарки (1786), поява якої стала однією з головних подій у британській аграрній революції кінця XVIII століття. Молотарки системи Мейкла, так звані молотарки європейського типу (названі так на відміну від винайдених пізніше молотарок американського типу), з певними доробками використовувалися й у XX столітті.

## Біографія
Ендрю Мейкл народився 5 травня 1719 року в Шотландії в селянській сім'ї. Його батько, Джеймс Мейкл, ще замолоду за дорученням шотландського політика Ендрю Флетчера, прихильника незалежності Шотландії, здійснив подорож до Нідерландів з метою покращення знань щодо техніки вирощування ячменю. Сім'я Мейклів проживала у Східному Лотіані неподалік від Данбара й, здається, була відносно заможною, в якийсь спосіб їй належав млин у Х'юстон-Мілл.
Молодий Ендрю Мейкл вирішив піти по стопах батька й працював слюсарем на млині у Х'юстон-Мілл. У 1768 році Е. Мейкл разом з колегою, Р. Маккелом, отримали патент на машину, що могла бути корисною для очищення зерна. У 1772 році Е. Мейкл винайшов особливий тип вітрякових крил (англ. spring sails), що складаються з низки відсіків, кожний з яких перекривається стулкою. Всі стулки з'єднані між собою затвором, а сила, необхідна для вітру для відкривання стулок, регулюється окремою пружиною на кожному крилі. Тобто відкривання й закривання стулок відбувається автоматично і залежить від сили вітру, що запобігає ламанню крил сильним вітром, що часто буває у Східному Лотіані.
Однак, головним винаходом Е. Мейкла була механічна молотарка. Точно не відомо коли вона була винайдена. Вона була зроблена не раніше 1784 року, коли Мейклу було вже 65 років, хоча за 6 років до того він робив спроби сконструювати молотарку іншої конструкції, можливо такої, що була запатентована М. Мензісом ще у 1734 році. Кілька таких молотарок було випробувано у 1778 році у кількох господарствах Східного Лотіану, включаючи господарство сусіда Дж. Ренні, батька майбутнього британського інженера Дж. Ренні. Випробування були невдалими і лише не раніше 1784 року Е. Мейкл вигадав молотарку власної конструкції, яка була зібрана й випробувана у 1786 році його старшим сином Джорджем. У 1788 році Е. Мейкл отримав англійський патент на свій винахід. У Шотландії він не міг цього зробити бо публічно використав свою машину до подачі заявки на патент. У «Шотландському журналі» за травень 1789 року було розміщено рекламу про продаж молотарок Е. Мейкля. В основі його винаходу був барабан, що швидко обертається.
Оскільки Е. Мейкл був не єдиним, хто працював над розробкою молотарок, йому довелося мати суперечки з тими, хто оскаржував його першість у винаходженні механічної молотарки.
Хоча Е. Мейкл винайшов одну з тих машин, що значною мірою вплинула на продуктивність сільського господарства, він не мав великих прибутків від свого винаходу. Він помер 27 листопада 1811 року в Х'юстон-Мілл. Його син Джордж, який зібрав першу молотарку, помер 29 листопада 1811 року, через два дні після батька.

## Винайдення молотарки
Необхідність створення машин для обмолоту хліба стала відчутною в багатьох країнах ще у 18 столітті. Уже й тоді намагалися молотити різними машинами, однак ці спроби не мали успіху. Після невдалих спроб застосування механічної сили для приведення до руху звичайних ціпів, котків та такого іншого Е. Мейклу спало на думку використати для молотьби барабан, що швидко обертається. На ділі ця думка була здійснена в 1786 році сином Мейкла, побудована ним в цьому році машина і повинна вважатися першою вдало скомпанованою молотаркою. За місцем побудови першої молотарки за ними затвердилася назва шотландських або англійських; ця система трималася в Старому Світі дуже довго, так що ще на Лондонській всесвітній виставці в 1851 році всі експоновані молотарки належали системі Мейкла.
З плином часу молотарки системи Мейкла піддавалися деяким змінам і удосконаленням. У 1840-х роках в Америці була розроблена інша система молотарок, що мала барабан іншої конструкції. Такі молотарки називали молотарками американського типу.
Ендрю Мейкл пристосував для молотіння барабан, що швидко обертався, на якому сиділи чотири ударних бруска з досить гострими краями. Ударні бруски при обертанні барабана проходили близько біля нерухомо укріплених брусків і вимолочували зерна з колосків, що проходили між барабаном і нерухомими брусками. Подальший розвиток молотильного барабана і додавання до нього пристосувань для відділення вимолоченого збіжжя від соломи і полови йшло вже швидкими кроками. Поруч з цим європейським типом молотарок в Америці до 1831 року створився свій також барабанний, але з іншими бойовими частинами тип молотарок. Ці два типи барабанів — європейський бильний і американський штіфтовий, або зубчастий, були основною і неодмінною частиною кожної молотильної машини й у ХХ столітті.